# Дискография Анни-Фрид Лингстад
Дискография шведской певицы Анни-Фрид Лингстад, также известной как Фрида, включает в себя пять студийных альбомов, шесть сборников, один видеоальбом и тридцать синглов.
В сентябре 1967 года Фрида выиграла конкурс талантов, призом которого стал контракт с звукозаписывающим лейблом EMI. Шведское подразделение EMI закрепило её за лейблом His Master’s Voice, которое и выпустило её дебютный сингл «En ledig dag»; однако он не смог попасть в чарты. Год спустя EMI перевела её в EMI Columbia в рамках реорганизации. Первым синглом, попавшим в чарты стал «Härlig är vår jord» 1969 года, с ним певица участвовала в конкурсе Melodifestivalen и заняла 4-е место. Первым номером один стал сингл «Min egen stad», написанный в соавторстве с её тогдашним бойфрендом Бенни Андерссоном и Питером Химмельстрандом.
После того как в том же году её контракт с EMI Columbia истек, она подписала контракт с Polar Music Стига Андерсона и записала «Man vill ju leva lite dessemellan» в качестве своего дебютного сингла для Polar, который занял первое место. Год спустя она присоединилась к супергруппе Björn Benny & Agneta Frida (которая позже стала называться ABBA), тогда же они выпустили первый сингл «People Need Love» и альбом Ring Ring. Тем не менее Лингстад продолжала свою сольную карьеру. В 1975 году она выпустила свой второй альбом Frida ensam и сингл «Fernando» на шведском языке; и альбом и сингл заняли лидирующие позиции в соответствующих хит-парадах. Из-за занятости в группе, Фрида не выпускала сольного материала до 1982 года.
В 1982 году состоялся релиз третьего альбома Something’s Going On на английском языке, он занял первое место в шведском альбомном чарте, а также попал в первую десятку в чартах Австрии, Нидерландов и Норвегии. Лид-сингл «I Know There’s Something Going On» также пользовался популярность, войдя в чарты многих европейских и американских хит-парадов.
В 1984 году был выпущен следующий альбом Shine и одноимённый сингл с него, были проведены кабаре и обычные выступления для ТВ в поддержку альбома, оба получили известность в Швеции, Бельгии, Норвегии, Германии, Нидерландах.С 1985 года Фрида чаще стала появляться в песнях в качестве гостя, в частности был выпущен дуэт «Så länge vi har varann» со шведской поп-группой Ratata.
В 1991 году Фрида возвращается в студию звукозаписи для записи нового материала. В 1992 году вышел пятый студийный альбом Djupa andetag на шведском языке. Он занял первое место в шведском чарте, а также получил там платиновый статус. Планировался выпуск ещё одного альбома, однако он так и не состоялся из-за смерти дочери Фриды. С конца 1990-х годов Фрида периодически появляется в качестве приглашённого артиста на треках других исполнителей. Также певица заявила, что не намерена возвращаться к концертной деятельности, не исключив запись новых студийных записей.

## Альбомы

### Студийные альбомы
| Frida                                                                              | - Выпущен: март 1971 - Лейбл: Columbia - Формат: LP                         | 28 | —  | —  | —  | —  | —  | —  | —  | —  | —  |                                                               |
| Frida ensam                                                                        | - Выпущен: 10 ноября 1975 - Лейбл: Polar Music - Формат: LP                 | 1  | —  | —  | —  | —  | —  | —  | —  | —  | —  | - GLF: Платиновый                                             |
| Something’s Going On                                                               | - Выпущен: 6 сентября 1982 - Лейбл: Polar Music - Формат: LP, кассета, CD   | 1  | 40 | 10 | —  | 12 | 2  | 2  | —  | 18 | 41 | - GLF: Золотой - Musiikkituottajat: Золотой - BPI: Серебряный |
| Shine                                                                              | - Выпущен: 11 сентября 1984 - Лейбл: Polar Music - Формат: LP, CD, кассета  | 6  | —  | —  | —  | 49 | 21 | 10 | 29 | 67 | —  |                                                               |
| Djupa andetag                                                                      | - Выпущен: 20 сентября 1996 - Лейбл: Anderson Records - Формат: CD, кассета | 1  | —  | —  | 32 | —  | —  | 17 | —  | —  | —  | - GLF: Платиновый                                             |
| Символ «—» означает, что альбом не попал в чарт или не выпускался в данной стране. |                                                                             |    |    |    |    |    |    |    |    |    |    |                                                               |

### Сборники
| Название           | Детали                                                            |
| ------------------ | ----------------------------------------------------------------- |
| Anni-Frid Lyngstad | - Выпущен: 8 октября 1972 - Лейбл: EMI - Формат: LP               |
| På egen hand       | - Выпущен: 1991 - Лейбл: EMI - Формат: CD                         |
| Tre kvart från nu  | - Выпущен: 1993 - Лейбл: EMI - Формат: CD                         |
| Frida 1967—1972    | - Выпущен: 13 октября 1997 - Лейбл: EMI - Формат: CD              |
| Frida — The Mixes  | - Выпущен: 1998 - Лейбл: Tin Can Discs - Формат: CD               |
| Frida — 4xCD 1xDVD | - Выпущен: 5 декабря 2005 - Лейбл: Polar Music - Формат: CD / DVD |

### Видеоальбомы
| Название        | Детали                                                       |
| --------------- | ------------------------------------------------------------ |
| Frida — The DVD | - Выпущен: 5 декабря 2005 - Лейбл: Polar Music - Формат: DVD |

## Синглы
| Год                                                                               | Название                                             | Позиции в чартах | Позиции в чартах | Позиции в чартах | Позиции в чартах | Позиции в чартах | Позиции в чартах | Позиции в чартах | Позиции в чартах | Позиции в чартах | Позиции в чартах | Сертификации   | Альбом                     |
| Год                                                                               | Название                                             | SWE              | AUS              | AUT              | BEL              | GER              | NED              | NOR              | SUI              | UK               | US               | Сертификации   | Альбом                     |
| --------------------------------------------------------------------------------- | ---------------------------------------------------- | ---------------- | ---------------- | ---------------- | ---------------- | ---------------- | ---------------- | ---------------- | ---------------- | ---------------- | ---------------- | -------------- | -------------------------- |
| 1967                                                                              | «En ledig dag»                                       | —                | —                | —                | —                | —                | —                | —                | —                | —                | —                |                | без альбома                |
| 1967                                                                              | «Din»                                                | —                | —                | —                | —                | —                | —                | —                | —                | —                | —                |                | без альбома                |
| 1968                                                                              | «Simsalabim»                                         | —                | —                | —                | —                | —                | —                | —                | —                | —                | —                |                | без альбома                |
| 1968                                                                              | «Mycket kär»                                         | —                | —                | —                | —                | —                | —                | —                | —                | —                | —                |                | без альбома                |
| 1969                                                                              | «Härlig är vår jord»                                 | 8                | —                | —                | —                | —                | —                | —                | —                | —                | —                |                | без альбома                |
| 1969                                                                              | «Så synd du måste gå»                                | —                | —                | —                | —                | —                | —                | —                | —                | —                | —                |                | без альбома                |
| 1969                                                                              | «Peter Pan»                                          | —                | —                | —                | —                | —                | —                | —                | —                | —                | —                |                | без альбома                |
| 1970                                                                              | «Där du går lämnar kärleken spår»                    | 9                | —                | —                | —                | —                | —                | —                | —                | —                | —                |                | без альбома                |
| 1970                                                                              | «En liten sång om kärlek»                            | —                | —                | —                | —                | —                | —                | —                | —                | —                | —                |                | Frida                      |
| 1971                                                                              | «En kväll om sommarn» (совместно с Лассе Берхагеном) | 9                | —                | —                | —                | —                | —                | —                | —                | —                | —                |                | без альбома                |
| 1971                                                                              | «Min egen stad»                                      | 1                | —                | —                | —                | —                | —                | —                | —                | —                | —                |                | без альбома                |
| 1972                                                                              | «Vi är alla barn i början»                           | —                | —                | —                | —                | —                | —                | —                | —                | —                | —                |                | без альбома                |
| 1972                                                                              | «Man vill ju leva lite dessemellan»                  | 1                | —                | —                | —                | —                | —                | —                | —                | —                | —                |                | без альбома                |
| 1975                                                                              | «Fernando»                                           | 1                | —                | —                | —                | —                | —                | —                | —                | —                | —                |                | Frida ensam                |
| 1982                                                                              | «I Know There’s Something Going On»                  | 3                | 5                | 3                | 2                | 5                | 3                | 3                | 1                | 43               | 13               | - GLF: Золотой | Something’s Going On       |
| 1982                                                                              | «To Turn the Stone»                                  | —                | —                | —                | 9                | 39               | 8                | —                | —                | —                | —                |                | Something’s Going On       |
| 1982                                                                              | «Tell Me It’s Over»                                  | —                | —                | —                | —                | —                | —                | —                | —                | —                | —                |                | Something’s Going On       |
| 1983                                                                              | «Here We’ll Stay»                                    | —                | —                | —                | 36               | —                | 34               | —                | —                | 100              | 102              |                | Something’s Going On       |
| 1983                                                                              | «Belle» (совместно с Даниэлем Балавуаном)            | —                | —                | —                | —                | —                | —                | —                | —                | —                | —                |                | Abbacadabra                |
| 1983                                                                              | «Time» (совместно с BA Robertson)                    | —                | —                | —                | —                | —                | —                | —                | —                | 45               | —                |                | Abbacadabra                |
| 1984                                                                              | «Shine»                                              | 6                | —                | —                | 9                | 51               | 19               | —                | —                | 82               | —                |                | Shine                      |
| 1984                                                                              | «Twist in the Dark»                                  | —                | —                | —                | —                | —                | —                | —                | —                | —                | —                |                | Shine                      |
| 1984                                                                              | «Heart of the Country»                               | —                | —                | —                | —                | —                | —                | —                | —                | —                | —                |                | Shine                      |
| 1984                                                                              | «Come to Me (I Am Woman)»                            | —                | —                | —                | —                | —                | —                | —                | —                | —                | —                |                | Shine                      |
| 1987                                                                              | «Så länge vi har varann» (совместно с Ratata)        | 5                | —                | —                | —                | —                | —                | —                | —                | —                | —                |                | Mellan dröm och verklighet |
| 1992                                                                              | «Saltwater»                                          | —                | —                | —                | —                | —                | —                | —                | —                | —                | —                |                | без альбома                |
| 1996                                                                              | «Även en blomma»                                     | 11               | —                | —                | —                | —                | —                | —                | —                | —                | —                |                | Djupa andetag              |
| 1996                                                                              | «Ögonen»                                             | 24               | —                | —                | —                | —                | —                | —                | —                | —                | —                |                | Djupa andetag              |
| 1997                                                                              | «Alla mina bästa år» (совместно с Мари Фредрикссон)  | 54               | —                | —                | —                | —                | —                | —                | —                | —                | —                |                | Djupa andetag              |
| 2018                                                                              | «Andante, andante» (совместно с Артуро Сандовалем)   | —                | —                | —                | —                | —                | —                | —                | —                | —                | —                |                | Ultimate Duets             |
| Символ «—» означает, что сингл не попал в чарт или не выпускался в данной стране. |                                                      |                  |                  |                  |                  |                  |                  |                  |                  |                  |                  |                |                            |